# آبشار بول کاو
آبشار بول کاو (به انگلیسی: Bull Cove Falls) آبشاری است که در کارولینای شمالی، ایالات متحده آمریکا واقع شده و ارتفاع کلی ریزشگاه آن ۴۰ فوت (۱۲ متر) است.